# Otto Bähr

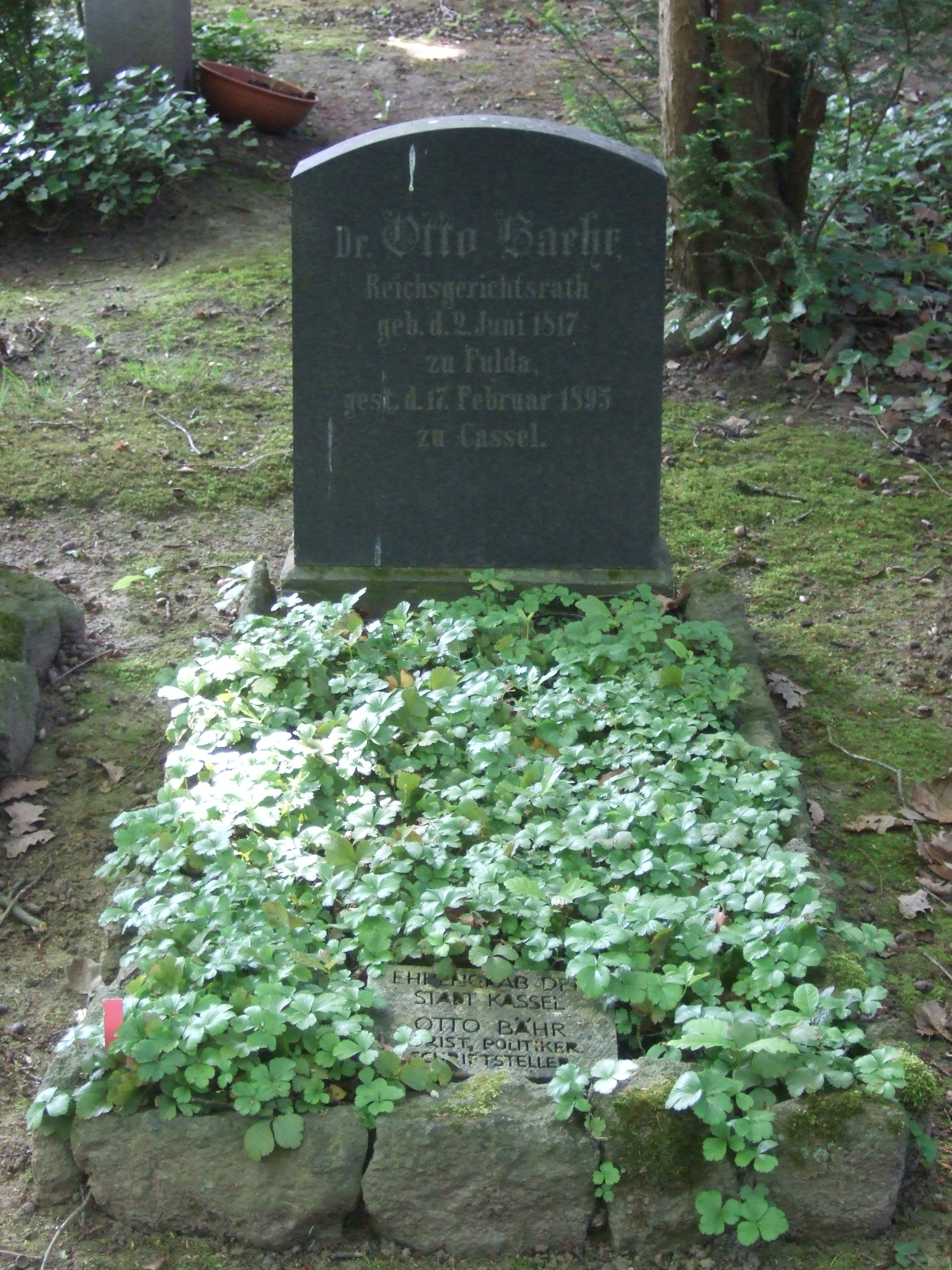
Grab von Otto Bähr auf dem Hauptfriedhof in Kassel

Otto Bähr (* 2. Juni 1817 in Fulda; † 17. Februar 1895 in Kassel) war ein deutscher Jurist und Politiker.

## Leben und Wirken
Bähr war Sohn eines Regimentsarztes und studierte Rechts- und Kameralwissenschaften in Göttingen, Marburg und Heidelberg. Im Jahr 1848 war er Mitglied einer Kommission zur Ausarbeitung einer Zivilprozessordnung in Kurhessen. Im Jahr 1849 wurde er Obergerichtsrat in Kassel. In der innenpolitischen Auseinandersetzung unterstützte er die Gegner von Ludwig Hassenpflug. Er wurde daher 1851 nach Fulda strafversetzt, konnte aber später wieder nach Kassel zurückkehren. Im Jahr 1857 erhielt Bähr die Ehrendoktorwürde der Universität Marburg. Angebote und Berufungen verschiedener Universitäten lehnte Bähr jedoch stets ab. Im Jahr 1863 wurde er zum Oberappellationsgerichtsrat ernannt. Mit der Einverleibung von Kurhessen in den preußischen Staat wurde Bähr in den preußischen Justizdienst übernommen. Er wurde an das Oberappellationsgericht für die neuen Provinzen berufen, das später mit dem Kammergericht verschmolz. Von 1879 bis 1881 war er Reichsgerichtsrat am Reichsgericht in Leipzig. Er musste das Amt schließlich wegen eines Nervenleidens aufgeben.
Bähr war auch als Autor zahlreicher einflussreicher juristischer Schriften tätig. Er trat dabei auch als Kritiker zeitgenössischer Tendenzen in der Rechtswissenschaft hervor, beispielsweise vertrat er, aufgehängt am „Kölner/Frankfurter Telegraphenfall“ – entgegen der zeitgenössisch vorherrschenden Meinung – die stark diskutierte theoretische Frage, ob bei irrig abgegebenen Willenserklärungen, der Schutz des Erklärenden (Wille) oder zum Schutz des Verkehrsbedürfnisses auf den Horizont des Erklärungsempfängers (Erklärung) abzustellen sei, die Erklärungstheorie. Bedeutsam ist seine 1864 erschienene Schrift Der Rechtsstaat. Eine publicistische Skizze, die grundlegend für die Ausprägung des modernen Begriffs des Rechtsstaates war.
Von 1867 bis 1870 war Bähr zunächst Mitglied des Norddeutschen und dann von 1871 bis 1880 des deutschen Reichstages. Außerdem war er von 1867 bis 1879 Mitglied des Preußischen Abgeordnetenhauses für den Wahlkreis Stadtkreis Kassel. In den Parlamenten vertrat er den Reichstagswahlkreis Regierungsbezirk Kassel 2 (Stadt- und Landkreis Kassel – Landkreis Melsungen). Er gehörte den Fraktionen der nationalliberalen Partei an. Bähr war 1875/76 Mitglied der Reichsjustizkommission, die die Reichsjustizgesetze erarbeitete.

## Schriften
- Die preußischen Gesetzentwürfe über die Rechte an Grundvermögen. Jena 1870.
- Der Rechtsstaat. Eine publicistische Skizze. Wigand, Cassel/Göttingen 1864.
- Die Anerkennung als Verpflichtungsgrund. Civilistische Abhandlung. Cassel 1855.